# Matt Winston

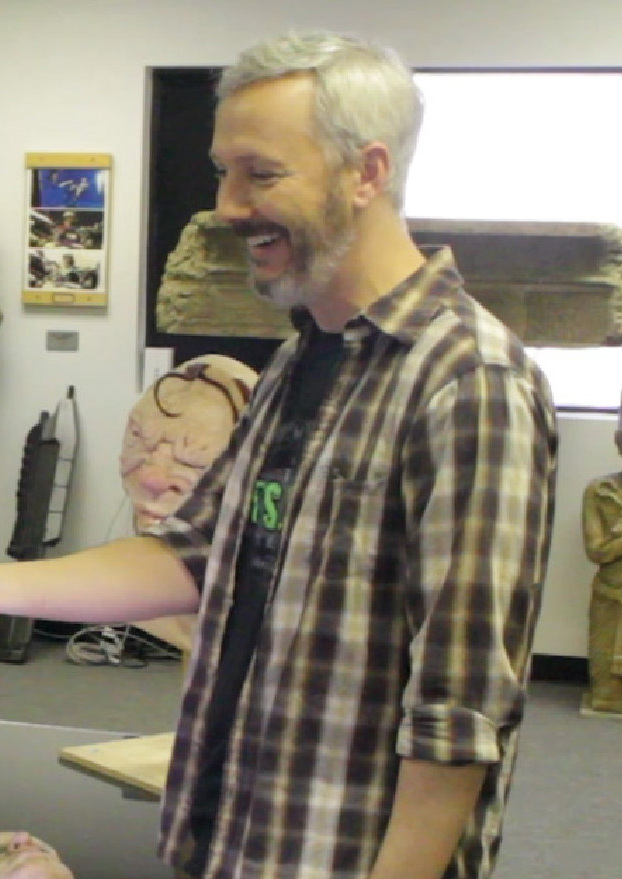
Matt Winston (2015)

Matt Winston (* 3. Februar 1970) ist ein US-amerikanischer Schauspieler und der Sohn des Spezialeffektkünstlers Stan Winston.
Er besuchte die Yale University und arbeitete später zeitweise mit seinem Vater, unter anderem als Puppenkünstler im Film Jurassic Park (1993). Später sattelte er jedoch in den Schauspielberuf um und hat seitdem zahlreiche Auftritte in Filmen und Serien, darunter Six Feet Under – Gestorben wird immer und Star Trek: Enterprise. Seit 1998 ist er mit der Schauspielerin Amy Smallman verheiratet und hat zwei Kinder mit ihr.

## Filmografie

### Filme
- 1994: Freddy’s New Nightmare (Wes Craven’s New Nightmare)
- 1996: Mr. October
- 1996: Shooting Lily
- 1997: Projekt: Peacemaker (The Peacemaker)
- 1997: Anarchy TV
- 1997: Fame L.A.
- 1998: Halloween H20 (Halloween H20: 20 Years Later)
- 1999: Fight Club
- 1999: Galaxy Quest – Planlos durchs Weltall (Galaxy Quest)
- 1999: Zwillinge verliebt in Paris (Passport to Paris)
- 2000: Glauben ist alles! (Keeping the Faith)
- 2000: Das Mercury Projekt (Rocket’s Red Glare)
- 2000: The Amati Girls
- 2001: A.I. – Künstliche Intelligenz (A.I. – Artificial Intelligence)
- 2001: Crocodile Dundee in Los Angeles
- 2001: Hollywood Palms
- 2001: Total blond (Totally Blonde)
- 2002: About Schmidt
- 2003: The Core – Der innere Kern (The Core)
- 2003: Deliver Us from Eva
- 2004: Death to the Supermodels
- 2005: Kicking & Screaming
- 2006: The Enigma with a Stigma
- 2006: MaxiDoodles: Behind the Makeup
- 2006: Little Miss Sunshine
- 2007: Zodiac – Die Spur des Killers (Zodiac)
- 2007: Nobel Son
- 2007: Chuck und Larry – Wie Feuer und Flamme (I Now Pronounce You Chuck & Larry)
- 2010: Werwolf wider Willen (The Boy Who Cried Werewolf)

### Serienauftritte
- 1993: Eine schrecklich nette Familie (Married… with Children)
- 1998: Chicago Hope – Endstation Hoffnung (Chicago Hope)
- 1998–2000: Arli$$
- 1999: Galaxy Quest – Planlos durchs Weltall (Galaxy Quest)
- 1999: JAG – Im Auftrag der Ehre (JAG)
- 1999–2000: Movie Stars
- 2000: Beverly Hills, 90210
- 2001–2003: Scrubs – Die Anfänger (Scrubs)
- 2001–2004: Star Trek: Enterprise
- 2002: Die wilden Siebziger (That ’70s Show)
- 2002: Special Unit 2 – Die Monsterjäger (Special Unit 2)
- 2002: Yes, Dear
- 2002: Drei Ladies Undercover (She Spies)
- 2003: CSI: Den Tätern auf der Spur (CSI: Crime Scene Investigation)
- 2003: Friends
- 2003: Der Fall John Doe! (John Doe)
- 2003: Monk
- 2003: New York Cops – NYPD Blue (NYPD Blue)
- 2003–2004: Six Feet Under – Gestorben wird immer (Six Feet Under)
- 2004: Charmed – Zauberhafte Hexen (Charmed)
- 2004: Eine himmlische Familie (7th Heaven)
- 2004: Las Vegas
- 2004: Reno 911!
- 2004: Without a Trace – Spurlos verschwunden (Without a Trace)
- 2006: Hannah Montana (Fernsehserie, Folge 1x01 Ach, wie gut, dass niemand weiß...)
- 2007: John from Cincinnati (Fernsehserie)
- 2009: The Mentalist (Fernsehserie, Folge 1x19 Ein Dutzend Rosen)
- 2009: Criminal Minds (Fernsehserie, 1 Episode)
- 2012: Desperate Housewives (Fernsehserie, 2 Folgen)